# Idel (république de Carélie)
Idel (en carélien : Idel', en finnois : Idel, en russe : И́дель) est une municipalité rurale du raïon de Segueja en république de Carélie.

## Géographie
Idel est situé à l'embouchure de la rivière Ieljoki, qui se jette dans la rivière Uikujoki, à 43 kilomètres au nord de Segueja.
La municipalité d'Idel a une superficie de 1 708,34 km2.
Idel est bordée au sud par Uikujärvi, Vojatšu, Segueja et Papinkoski du raïon de Segueja, et à l'ouest par Mustakoski,  au nord par  Kesäjoki du raïon de  Belomorsk et à l'est par Suma.
La majeure partie du territoire d'Idel est boisée.
Idel est traversé par Ontajoki (Onda), Ieljoki (Idel), Kotškoma, Onigma, Pana et Šoba. 
Les lacs Maiguba, Panozero ja Šavan sont des lacs artificiels du canal de la mer Blanche.

## Démographie
Recensements (*) ou estimations de la population
| 1959  | 1979  | 1989 | 2009 |
| ----- | ----- | ---- | ---- |
| 3 236 | 1 041 | 863  | 590  |

| 2013 | - | - | - |
| ---- | - | - | - |
| 436  | - | - | - |